# Pioniereisenbahn Magdeburg
| Die Pioniereisenbahn in Magdeburg |                     |                           |                           |
| Streckenlänge: | 2,20 km             |                           |                           |
| Spurweite: | 600 mm (Schmalspur) |                           |                           |
| |                     |                           |                           |
| \| \| \| Bf Aufbau \| \| \| \| \| mit Lokschuppen \| \| \| \| \| Bf Freundschaft \| \| \| \| \| Heinrich-Heine-Weg \| \| \| \| \| \| \| \| \| \| Bf Einheit \| \| \| \| \| \| \| \| \| \| Bf Scherbelsberge[1]/Frieden \| \| |                     |                           |                           |
| Kopfbahnhof Streckenanfang (Strecke außer Betrieb) |                     | Bf Aufbau                 | Bf Aufbau                 |
| Strecke (außer Betrieb) |                     | mit Lokschuppen           | mit Lokschuppen           |
| Haltepunkt / Haltestelle (Strecke außer Betrieb) |                     | Bf Freundschaft           | Bf Freundschaft           |
| Bahnübergang (Strecke außer Betrieb) |                     | Heinrich-Heine-Weg        | Heinrich-Heine-Weg        |
| Strecke (außer Betrieb) |                     |                           |                           |
| Haltepunkt / Haltestelle (Strecke außer Betrieb) |                     | Bf Einheit                | Bf Einheit                |
| Strecke (außer Betrieb) |                     |                           |                           |
| Kopfbahnhof Streckenende (Strecke außer Betrieb) |                     | Bf Scherbelsberge/Frieden | Bf Scherbelsberge/Frieden |

Die Pioniereisenbahn Magdeburg war eine schmalspurige Eisenbahn, die von 1955 bis 1967 im Rotehornpark in Magdeburg bestand.

## Geschichte

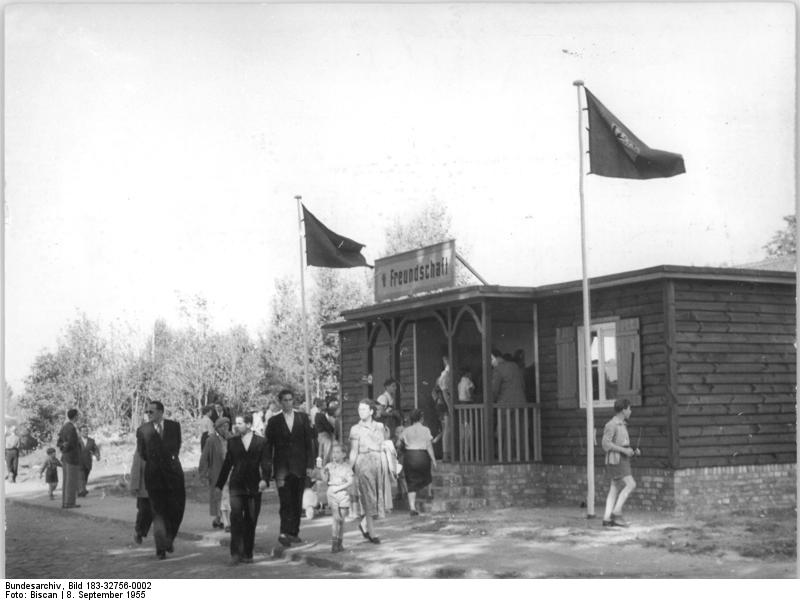
Inbetriebnahme der Eisenbahn 1955

Am 14. September 1955 wurde der erste, knapp 500 m lange Streckenabschnitt im Magdeburger Rothehornpark der Pioniereisenbahn Magdeburg in Betrieb genommen. Ein Jahr später, am 6. Oktober 1956, wurde das erste Mal auf der auf 2,2 km verlängerten Strecke gefahren. Der Bau der Messehallen und der Wiederaufbau der Stadthalle besiegelten dann Ende des Jahres 1967 das Ende der Eisenbahn. Eine geplante Verlängerung der Strecke zum Zollhafen wurde nicht umgesetzt.